# Arndt Johan Winter
Arndt Johan Winter, född 29 augusti 1744 i Helsinge socken, död 13 november 1819 i S:t Karins, var en finländsk ämbetsman.
Winter var skattmästare i Finska hushållningssällskapet. Han blev en föregångsman inom finländsk biodling då han 1800 importerade 18 bisamhällen från Sverige, vilket ledde till att nämnda verksamhet fick en viss spridning bland allmogen ända upp till södra och mellersta Österbotten. Han tilldelades kammarråds titel.